# یواس‌اس شرایک (ام‌اچ‌سی-۶۲)
یواس‌اس شرایک (ام‌اچ‌سی-۶۲) (به انگلیسی: USS Shrike (MHC-62)) یک کشتی است که طول آن 188′ (57.3 m) می‌باشد. این کشتی در سال ۱۹۹۷ ساخته شد.